# 바이두 지도
바이두 지도(Baidu Maps)는 바이두가 제공하는 데스크톱, 모바일 웹 매핑 서비스 애플리케이션이자 기술로서, 위성 영상, 스트리트 맵, 스트리트 뷰(파노라마), 실내 뷰, 도보, 자동차, 대중교통을 이용한 여행을 위한 경로 계획 등의 기능을 제공한다. 안드로이드와 iOS 애플리케이션을 사용할 수 있다.
바이두 지도는 중국어로만 사용이 가능하며 2016년 이전까지는 중국, 홍콩, 마카오, 타이완, 그리고 탐험되지 않은 것으로 보이는 세계의 나머지 지역에 대한 지도만을 제공했다. 현재 바이두 지도는 그 밖의 다양한 국가의 지도를 제공한다. 150개 이상의 국가가 2016년 말에 지원될 것이라고 보고되었다.
또한 이와 비슷한 지도 서비스에는 구글 지도와 네이버 지도 등이 있다.

## 지원 국가 및 영토
- 중국 대륙
- 홍콩
- 마카오
- 중화민국

### 기타 지역
- 아르헨티나
- 오스트레일리아
- 벨기에
- 볼리비아
- 브라질
- 브루나이
- 캄보디아
- 캐나다
- 칠레
- 콜롬비아
- 쿠바
- 에콰도르
- 이집트
- 프랑스
- 프랑스령 기아나
- 독일
- 가이아나
- 인도
- 인도네시아
- 이스라엘
- 이탈리아
- 일본
- 라오스
- 말레이시아
- 몰디브
- 모리셔스
- 멕시코
- 모로코
- 미얀마
- 네팔
- 네덜란드
- 뉴질랜드
- 니카라과
- 파나마
- 필리핀
- 포르투갈
- 러시아
- 세르비아
- 싱가포르
- 남아프리카 공화국
- 대한민국
- 스페인
- 스리랑카
- 수리남
- 스위스
- 태국
- 아랍에미리트
- 미국
- 우루과이
- 베네수엘라
- 베트남

## 역사
- 2005년 9월 - 바이두 맵 출시
- 2010년 - 컴퓨터 게임 심시티와 매우 유사한, 선별 도시에 한정된 고유한 3차원 세부 뷰 추가.[5] 이미지는 디지털 매핑 서비스 Edushi에 의해 라이선스됨.[6] 베이징, 상하이, 광저우, 선전 등의 도시를 현재 지원 중임.
- 2011년 9월 - 중국 대륙에 대해 구글 지도보다 더 나은 해상도의 위성 이미지를 시작함.[7] 베이징, 상하이, 광저우, 선전, 홍콩, 마카오, 그리고 기타 주요 도시를 지원.
- 2012년 9월 3일 - 선별된 건물들에 한해 360도 디지털 영상 공개.[6]

## 스트리트 뷰 서비스
바이두 지도의 스트리트 뷰 서비스는 2013년 8월 21일 처음 시작되었다. 다음은 2015년 3월 11일 기준 도시 목록이다:
| 성 단위 구역       | 도시 |
| ------------------ | --- |
| 베이징시           | 베이징시 |
| 상하이시           | 상하이시 |
| 톈진시             | 톈진시 |
| 충칭시             | 충칭시 |
| 랴오닝성           | 선양시, 랴오양시, 다롄시, 푸순시, 판진시, 진저우시, 차오양시, 단둥시, 잉커우시 |
| 지린성             | 창춘시, 지린시, 퉁화시, 옌볜 조선족 자치주, 쑹위안시, 바이청시 |
| 헤이룽장성         | 하얼빈시, 다칭시, 치치하얼시, 무단장시, 자무쓰시 |
| 산시성 (산서성)    | 타이위안시, 진중시, 숴저우시, 신저우시, 뤼량시, 양취안시, 린펀시, 창즈시, 윈청시 |
| 산둥성             | 지난시, 칭다오시, 타이안시, 웨이팡시, 르자오시, 웨이하이시, 지닝시, 옌타이시, 둥잉시, 빈저우시, 랴오청시 |
| 안후이성           | 허페이시, 우후시, 황산시, 루안시 |
| 장쑤성             | 난징시, 쑤저우시, 우시시, 양저우시, 창저우시 (장쑤성), 쉬저우시, 롄윈강시, 옌청시, 화이안시, 난퉁시, 전장시, 쑤첸시 |
| 저장성             | 항저우시, 자싱시, 닝보시, 후저우시, 사오싱시, 저우산시, 리수이시, 타이저우시, 취저우시 |
| 허베이성           | 스자좡시, 바오딩시, 랑팡시, 친황다오시, 청더시, 탕산시, 장자커우시 |
| 허난성             | 정저우시, 카이펑시, 안양시 (허난성), 신샹시, 뤄양시, 상추시, 쉬창시, 핑딩산시, 저우커우시, 주마뎬시, 신양시, 자오쭤시 |
| 후베이성           | 샹양시, 징먼시, 징저우시, 스옌시, 쑤이저우시, 황스시 |
| 후난성             | 창사시, 장자제시, 샹시 투자족 먀오족 자치주 |
| 장시성             | 난창시, 주장시, 징더전시, 지안시 (장시성), 상라오시 |
| 푸젠성             | 푸저우시, 샤먼시, 취안저우시, 푸톈시, 장저우시, 난핑시 |
| 광둥성             | 광저우시, 선전시, 둥관시, 칭위안시, 장먼시, 중산시, 주하이시, 잔장시, 포산시, 산터우시, 산웨이시, 제양시 |
| 광시 좡족 자치구   | 류저우시, 구이린시, 베이하이시, 친저우시, 팡청강시, 위린시 (광시 좡족 자치구), 구이강시, 충쭤시, 바이써시 |
| 하이난성           | 하이커우시, 싼야시, 단저우시, 원창시, 툰창현, 충하이시, 완닝시, 링수이 리족 자치현, 우즈산시, 둥팡시, 딩안현, 청마이현, 린가오현, 창장 리족 자치현, 러둥 리족 자치현, 충중 리족 먀오족 자치현, 바오팅 리족 먀오족 자치현 |
| 내몽골 자치구      | 후허하오터시, 후룬베이얼시, 어얼둬쓰시, 바오터우시, 싱안맹, 츠펑시, 퉁랴오시 |
| 닝샤 후이족 자치구 | 인촨시, 우중시, 중웨이시 |
| 간쑤성             | 란저우시, 주취안시, 장예시, 자위관시, 칭양시, 핑량시, 톈수이시, 우웨이시 |
| 칭하이성           | 시닝시, 거얼무시, 위수 티베트족 자치주, 하이베이 티베트족 자치주, 하이난 티베트족 자치주 |
| 산시성 (섬서성)    | 시안시, 위린시, 바오지시, 옌안시, 셴양시, 한중시 |
| 윈난성             | 쿤밍시 |
| 티베트 자치구      | 라싸시, 르카쩌시, 나취시, 산난시 |
| 신장 위구르 자치구 | 아커쑤시, 카스시, 투루판시, 허톈 지구 |
| 홍콩               | 홍콩 |
| 마카오             | 마카오 |